# Antirhelus
Antirhelus – wymarły rodzaj chrząszczy z podrzędu wielożernych i rodziny Kateretidae, jedyny z monotypowej podrodziny Antirhelinae. Obejmuje tylko jeden opisany gatunek, A. buzina.

## Taksonomia
W 2021 roku gatunek Heterhelus buzina opisany został na łamach „Invertebrate Zoology” przez Janusza Kupryjanowicza, Grigorija Ljubarskiego i Jewgienija Perkowskiego. Opisu dokonano na podstawie pojedynczej, datowanej na eocen inkluzji w bursztynie rówieńskim, odnalezionej w Klesowie na Ukrainie. Owada zaliczono do współczesnego rodzaju Heterhelus ściśle związanego pokarmowo z bzami. Epitet gatunkowy oznaczać ma „bez” zarówno w języku ukraińskim, jak i rosyjskim. W 2023 roku Aleksander Kirejczuk, Josh Jenkins Shaw i Igor Smirnow przenieśli ów gatunek do nowego rodzaju Antirhelus, umieszczając ten w monotypowej podrodzinie Antirhelinae. Decyzję tę uargumentowano wyjątkową jak na Kateretidae budową głowy owada. Nazwa rodzajowa to połączenie greckiego αντί (anty) i nawiązującej do rodzajów Heterhelus and Sibirhelus końcówki rhelus. Ze względu na odmienność budowy głowy autorzy powątpiewają w związek pokarmowy Antirhelus z kwiatami bzu.

## Morfologia
Chrząszcz o ciele długości około 1,8 mm, w zarysie wydłużonym z prawie równoległymi bokami, grzbietowo i brzusznie wypukłym, porośniętym krótkimi, białawymi szczecinkami o przeciętnie gęstym rozmieszczeniu. 
Głowa była krótka, poprzeczna w widoku grzbietowym, przed nasadami czułków gwałtownie ku dołowi zagięta, zaopatrzona w umiarkowanie wyłupiaste, pozbawione szczecinek oczy złożone. Miejsca osadzenia czułków nakryte były występami czoła. Przed poprzeczną, w średnim stopniu odsłoniętą wargą górną leżał Y-kształtny wcisk. Wargę dolną cechowała niemal pięciokątna, ponaddwukrotnie szersza niż dłuższa bródka. Czułki były 1,1 raza dłuższe niż głowa na wysokości oczu szeroka. Budowało je jedenaście członów, z których trzy ostatnie formowały zwartą, wydłużoną, nieścieśnioną bocznie buławkę. Trzonki czułków i ich nóżki były rozdęte.
Przedplecze było półtorakrotnie szersze niż dłuższe, silnie sklepione, łukowate, o nieobrzeżonej, bardzo słabo wypukłej, prawie ściętej krawędzi przedniej, niewystających kątach przednich, skrajnie wąskim rozpłaszczeniem obrzeżonych i nieorzęsionych krawędziach bocznych, bardzo słabo wystających kątach tylnych oraz niewyraźnie obrzeżonej, niemal prostej krawędzi tylnej. Stosunkowo duża tarczka była poprzecznie trójkątnawa z niemal kanciastym lub zaokrąglonym tylnym wierzchołkiem. Pokrywy były 2,2 raza dłuższe niż przedplecze, i 1,2 raza dłuższe niż razem szerokie, z tyłu ścięte. Na ich powierzchni występowały rozproszone, większe i płytsze niż na przedpleczu punkty.
Odnóża były spłaszczone, o goleniach stopniowo i lekko ku szczytom rozszerzonych, zaopatrzonych w dwie ostrogi w kącie wewnętrzno-wierzchołkowym, a stopach zbudowanych z pięciu członów, z których trzy początkowe były dwupłatowe, a ostatni zwieńczony niezmodyfikowanymi, lekko tylko nasadowo rozdętymi pazurkami.
Na spodzie odwłoka widocznych było sześć sternitów, z których pierwszy był najdłuższy, czwarty tak długi jak dwa poprzednie razem wzięte, a ostatni najkrótszy. Skleryt analny słabo wystawał spod ostatniego z nich. Pygidium oraz przedostatni tergit nie były skryte pod pokrywami.